# Магдалена Гигова
Магдалена Любенова Гигова е българска журналистка и писателка.

## Биография
Родена е на 1 септември 1962 г. в София. В продължение на повече от 30 години работи като политически, разследващ и светски журналист във вестниците „Земя“, „Труд“ и „Преса“ и в сайта Epicenter.bg. Била е автор и водещ на предаването за здравословен живот „О! Здравей“ по телевизия Би Ай Ти (BIT). Автор и водещ е на „Покана за пътуване“ по програма „Христо Ботев“ на БНР, както и на здравния подкаст на агенция „Блиц“. Собственик на сайта с текстове за пътешествия и култура Dromomania.bg.
Член е на Българската асоциация на журналистите и писателите по туризма (АБУЖЕТ).
Редовно сътрудничи на списанията Premium Lifestyle, „Жената днес“, Voyage и др.
От 1992 до 2000 г. преподава „Теория и практика на печата“ в Свободния факултет на Софийския университет „Св. Климент Охридски“. 
Носител на наградата „Златно перо“ (специално отличие) на Съюза на българските журналисти за книгата „София. Адресите на любовта“.
Председател на журито на Международния младежки медиен фестивал „Арлекин“.

## Творчество
- „Франджипани и фаранги, две българки при жените-жирафи в Бирма“ (в съавторство с Милена Димитрова)
- „Звънчето на джебчийката“
- „Маги, от Магелан“
- „Новите пътешествия на Маги от Магелан“
- „Шепот от стари дантели“
- „Кралство Мароко“ (в съавторство с 16 български журналисти)
- „Индонезия в очите на българите“ (в съавторство)
- „Магията Египет“ (в съавторство)
- „Шапка му свалям на този живот, задето ме научи на всичко“ (литературна обработка)
- „Магията на пътешествията“ (в съавторство с 32 български журналисти)
- „София. Адресите на любовта“
- „Софийски сюжети“ (в съавторство с журналисти от АБУЖЕТ)
- „България през погледа на 21 журналисти“ (в съавторство с членове на АБУЖЕТ)
- „Антология на миражите“ (в съавторство с 36 членове на АБУЖЕТ)